# George Grigore
George Grigore (Grindu, Rumania, 2 de febrero de 1958) es un escritor rumano, ensayista, traductor, catedrático e investigador en estudios medio orientales.

## Biografía
George Grigore nació en Grindu (una aldea situada en el sureste de Rumania) en 1958. Graduó la Facultad de Lenguas y Literaturas Extranjeras, Universidad de Bucarest, en 1983 y logró el título de doctor por la misma universidad en 1997, con una tesis sobre la problemática de la traducción al rumano del Corán. En 2000, como editor-traductor, inició la colección “Biblioteca Islámica” de la Casa Editorial Kriterion , donde publicó, entre otras, traducciones propias de obras capitales de la cultura islámica. Su traducción del Corán lleva numerosas ediciones, incluyendo la edición bilingüe publicada en Estambul (2003).
Desde 2001, George Grigore ha sido editor adjunto de “Romano-Arabica”, la revista académica publicada por el Centro de Estudios Árabes de la Universidad de Bucarest.
George Grigore ha publicado también traducciones al árabe de obras literarias rumanas como “Matca” (El Molde) del dramaturgo rumano Marin Sorescu (al-Mağrā, Bagdad) y “Tiranía visului” (La Tiranía del Sueño) de la poeta rumana Carolina Ilica (Taghyān al-Hulm, Líbano). Su antología de poesía rumana traducida al árabe, “Kāna yağibu” (Habría que ser) ha sido galardonada con el premio de la Unión de los Escritores de Irak.
George Grigore no confinó su actividad pedagógica a los cursos sostenidos en la Universidad de Bucarest, sino escribió varios libros con el objetivo principal de ofrecer a los estudiantes e, igualmente, a todos los aficionados del árabe, un instrumento práctico para el aprendizaje la lengua (diccionarios, una guía de conversación, un manual de la ortografía y caligrafía).
George Grigore publicó estudios sobre el Corán y el Islam, así como sobre los dialectos árabes (especialmente sobre los dialectos de Bagdad y de Mardin). Además de los estudios árabes, emprendió investigaciones en estudios kurdos.

## Afiliaciones
- Miembro de la Asociación Internacional de Dialectología Árabe
- Miembro de la Asociación Rumana de Estudios Religiosos
- Miembro de la Unión de los Escritores de Rumania
- Miembro honorífico de la Unión de los Escritores Iraquianos
- Miembro del Centro de Estudios Árabes, Universidad de Bucarest

## Obras y traducciones publicadas (selección)
- Poveşti irakiene (Cuentos iraquianos), Coresi, 1993
- Slujitorii Diavolului; Cartea Neagră, Cartea Dezvăluirii (Los siervos del diablo. El Libro Negro, El Libro de la Revelación), Călin, 1994
- Poporul kurd - file de istorie (El pueblo kurdo. Páginas de historia), Interprint, 1997
- Problematica traducerii Coranului in limba română (La problemática de la traducción al rumano del Corán), Ararat, 1997
- Dicţionar arab-roman (Diccionario Árabe-Rumano), Teora, 1998
- Coranul (El Corán), Kriterion, 2000; 2002; Herald, 2005
- Al-Ghazali, Firida luminilor (El lugar de las luces), Kriterion, 2001
- Ibn Tufayl , Hayy bin Yaqzan, Kriterion, 2001
- Ibn Ruşd, Cuvânt hotărâtor (Averroes - La palabra decisiva), Kriterion, 2001
- Said Nursi, Cuvinte (Palabras), Nesıl Yayınları, Estambul, 2002
- Ibn Arabi, Geneza cercurilor [La Génesis de los círculos], Kriterion, 2003
- Coranul (El Corán - una edición bilingüe, rumano-árabe), Çağrı Yayınları, Estambul, 2003
- Ochiul lăuntric – perspective islamice asupra divinităţii (El ojo interior. Perspectivas islámicas sobre la divinidad), Herald, 2005
- L'arabe parlé à Mardin. Monographie d’un parler arabe “périphérique”, (El árabe hablado en Mardin. Monografía de una variedad de árabe “periférica”) Casa Editorial de la Universidad de Bucarest, 2007
- ‘Ali bin Abi Talib, Nahj al-balagha / Calea vorbirii alese, Kriterion, 2008